# Toskania

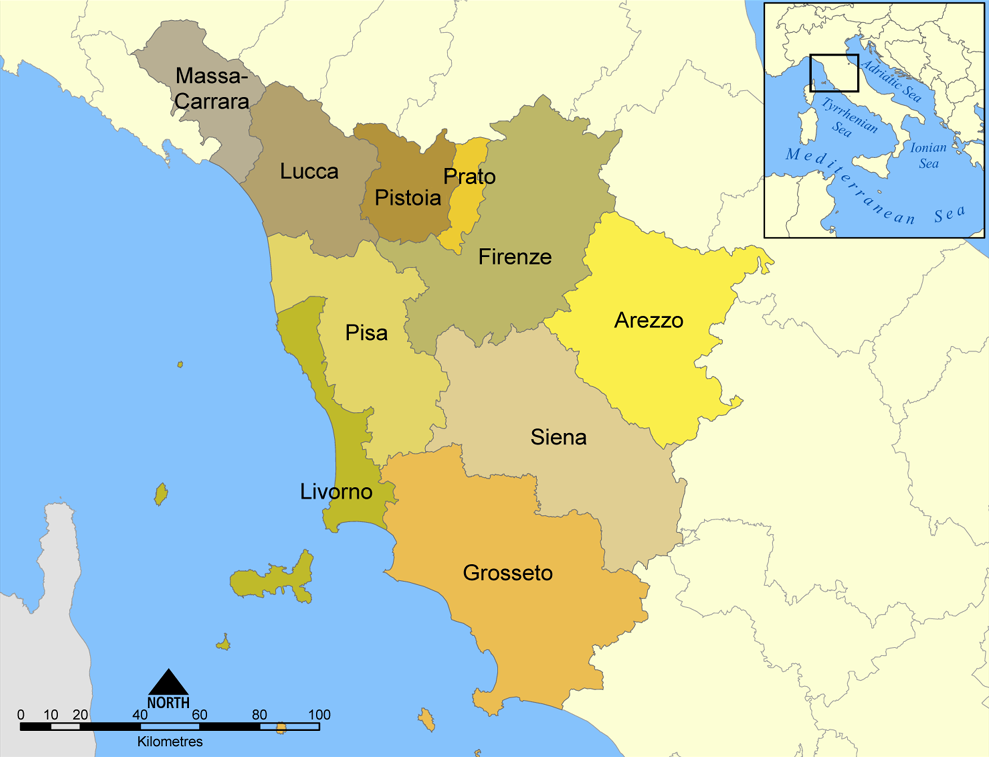
Prowincje w Toskanii

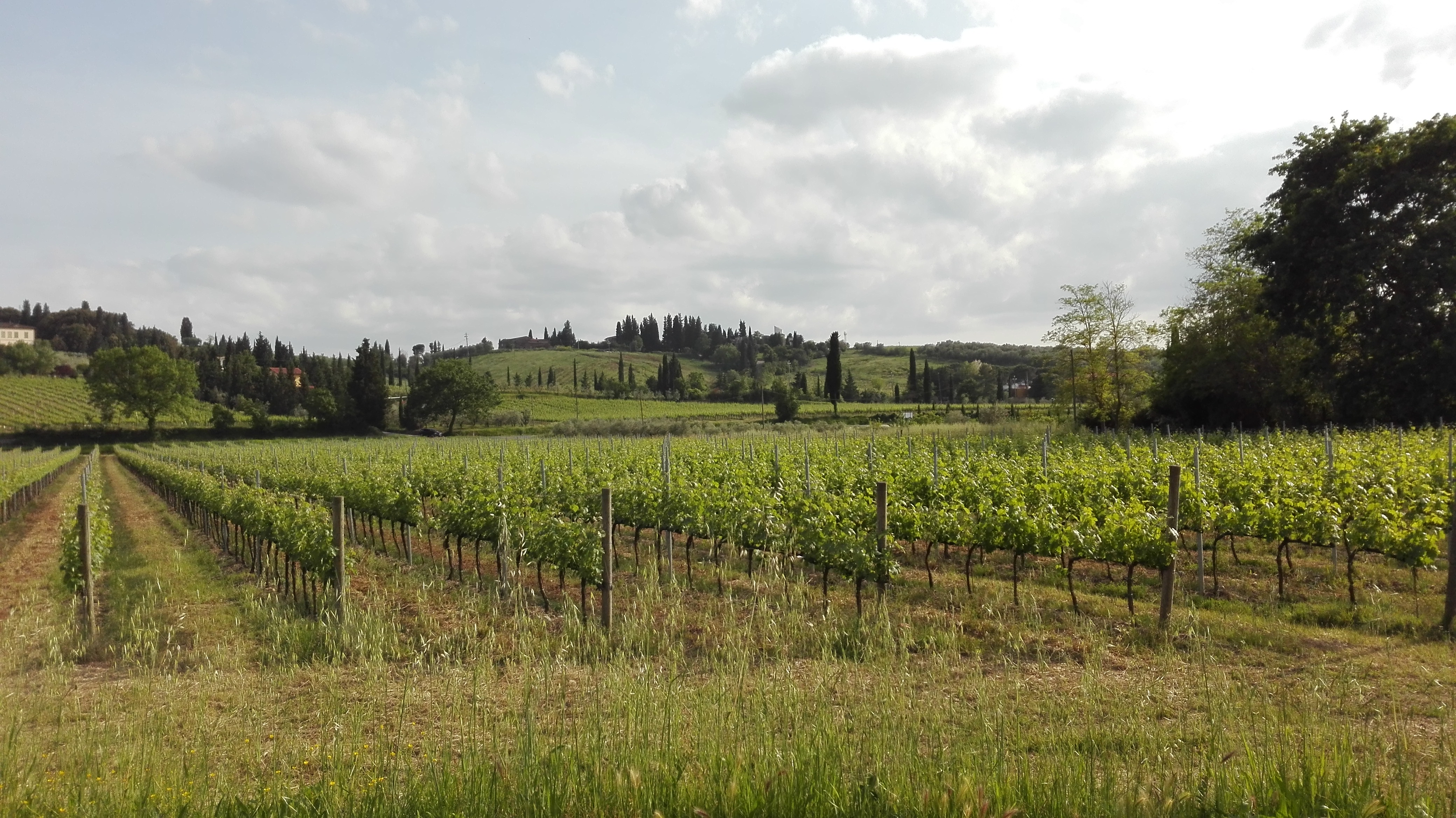
Pejzaż Toskanii

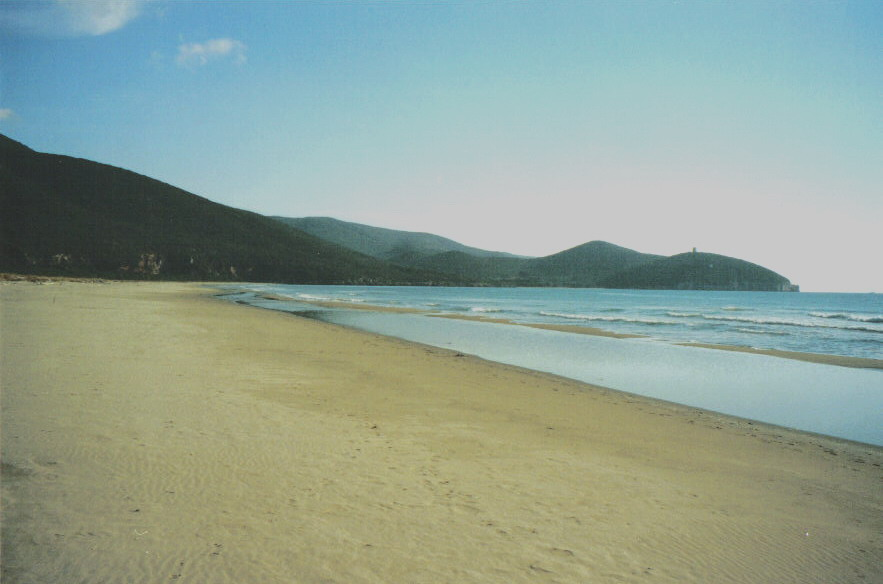
Wybrzeże Morza Liguryjskiego

Toskania (wł. Toscana) – kraina historyczna i region administracyjny w środkowych Włoszech, położony w Apeninach Północnych (Apeniny Toskańskie) oraz nad morzami: Liguryjskim i Tyrreńskim. Od północy graniczy z Ligurią oraz Emilią-Romanią, na wschodzie z Marche i Umbrią, a na południu z Lacjum. Siedzibą władz regionu jest Florencja. W środkowej części Toskanii znajduje się kraina historyczna, a także region winiarski o nazwie Chianti.

## Prowincje
Toskania jest podzielona na 10 prowincji, w tym 1 miasto metropolitalne, jako jednostek administracyjnych niższego szczebla:
| Flaga | Nazwa polska            | Nazwa włoska                   | Stolica   | Liczba gmin | Ludność (styczeń 2025) |
| ----- | ----------------------- | ------------------------------ | --------- | ----------- | ---------------------- |
|       | prowincja Arezzo        | Provincia di Arezzo            | Arezzo    | 36          | 333 646                |
|       | prowincja Florencja     | Città Metropolitana di Firenze | Florencja | 41          | 989 460                |
|       | prowincja Grosseto      | Provincia di Grosseto          | Grosseto  | 28          | 215 328                |
|       | prowincja Livorno       | Provincia di Livorno           | Livorno   | 19          | 325 431                |
|       | prowincja Lukka         | Provincia di Lucca             | Lukka     | 33          | 380 693                |
|       | prowincja Massa-Carrara | Provincia di Massa-Carrara     | Massa     | 17          | 186 759                |
|       | prowincja Pistoia       | Provincia di Pistoia           | Pistoia   | 20          | 290 036                |
|       | prowincja Piza          | Provincia di Pisa              | Piza      | 37          | 418 561                |
|       | prowincja Prato         | Provincia di Prato             | Prato     | 7           | 261 094                |
|       | prowincja Siena         | Provincia di Siena             | Siena     | 35          | 259 826                |

## Geografia
Na północy Toskania graniczy z Ligurią i Emilią-Romanią, na wschodzie z Umbrią i Marche, na południu z Lacjum, a od zachodu sięga do wybrzeży Morza Tyrreńskiego.
Do regionu należą także wyspy archipelagu toskańskiego, m.in.: Elba (223,5 km²), Montecristo, Capraia, Gorgona, Pianosa, Giglio (21,2 km²).
Toskania obejmuje zachodnie zbocza Apeninów, Kotlinę Toskańską oraz Pogórze Toskańskie, przecięte licznymi dolinami rzek. Większość regionu to teren wyżynny (67%) i górski (25%), niziny zajmują jedynie 8% powierzchni.
- Najwyższe szczyty: Monte Prado 2050 m, Monte Pisanino 1946 m, Corno alle Scale 1945 m
- Rzeki: Arno (241 km), Ombrone (161 km), Serchio (111 km), Albegna, Cecina, Magra, Sieve
- Najważniejsze jeziora: Laguna di Orbetello (26,2 km²), Lago di Massaciuccoli (6,9 km²), Lago di Chiusi (3,9 km²), Lago di Montepulciano (1,9 km²)

## Historia
Toskania to również kraina historyczna, zwana początkowo Etrurią i zamieszkana przez Etrusków, podbita przez Rzymian weszła w skład Imperium Rzymskiego (281 p.n.e.). Od 406 n.e. podbijana przez najeżdżające kolejno na Italię plemiona germańskie. Od 553 pod panowaniem Bizancjum, od 568 – Longobardów, od 776 – Franków jako Marchia toskańska.
Od wieku X do XI wyodrębniały się komuny Lukki, Sieny, Florencji i inne. Od XV w. podporządkowana Florencji i władającym w niej Medyceuszom. Od 1569 Wielkie Księstwo Toskanii. Po wygaśnięciu dynastii Medyceuszy w 1737 władza przeszła w ręce dynastii habsbursko-lotaryńskiej, co związało kraj z Austrią. Po podboju w 1801 Napoleon Bonaparte utworzył Królestwo Etrurii. W latach 1807–1809 Toskania była częścią Francji. W 1809 Wielkie Księstwo Toskanii Napoleon nadał Elizie Bonaparte, a w 1814 na tron powróciła dynastia habsbursko-lotaryńska.
22 marca 1860 weszła w skład zjednoczonych Włoch. 
W czasie wyzwalania Toskanii i  pobytu wojsk alianckich we Włoszech (8 września 1943 - 30 sierpnia 1947), żołnierze alianccy dopuścili się 3443 (przypadki potwierdzone) gwałtów i rozbojów na ludności cywilnej. Kwestię alianckich gwałtów na kobietach przedstawiono m.in. w filmie Matka i córka. 
Dialekt toskański stał się podstawą dla języka włoskiego.

## Gospodarka
Region ma charakter przemysłowo-rolniczy. Uprawiane są głównie: zboża, ziemniaki, bób, karczochy, winorośl, oliwki, brzoskwinie, śliwki, rośliny pastewne i inne. Znacząca jest produkcja wina (zobacz wina włoskie) i oliwy z oliwek. Hoduje się: bydło, trzodę chlewną, kozy i owce. Praktykowane są także rybołówstwo oraz leśnictwo.
Dominuje przemysł drobny i średni (z bardzo wysoko postawionym rzemiosłem) głównie włókienniczy, maszynowy, metalowy i hutnictwo. Wydobycie pirytów, rudy rtęci, marmuru, cynku, ołowiu.

## Turystyka
Region jest jednym z najważniejszych centrów turystyki na świecie. Regionalna kuchnia i wina cieszą się dużą popularnością, szeroko rozwinięta agroturystyka dysponuje bogatą bazą noclegową. Zabytki i światowej sławy muzea przyciągają zwiedzających z całego świata. Łagodny klimat zezwala na dość długi sezon turystyczny, który trwa od Wielkanocy do października.
Z turystycznego punktu widzenia w Toskanii można wyróżnić wybrzeże oraz miasteczka położone w głębi regionu, w górzystym terenie. Chętnie odwiedzana jest środkowa część Toskanii wokół regionu Chianti, który słynie z winnic i średniowiecznych miasteczek, a także region Val d'Orcia słynący z charakterystycznego, pagórkowatego krajobrazu, historycznych miast i sielskich gospodarstw agroturystycznych z basenami. Wybrzeże Toskanii ciągnie się od miejscowości Marina di Carrara na północy do Ansedonii na południu. Toskańskie plaże w przeważającej części są piaszczyste. Do regionu Toskania należą także wyspy położone na Archipelagu Toskanii – w tym najsłynniejsza Elba. Region dysponuje bogatym zapleczem hotelowym, są tu liczne kempingi i wakacyjne apartamenty. W górzystej części Toskanii popularnością cieszą się wiejskie gospodarstwa agroturystyczne. Często z prywatnymi basenami i winnicami. Ogólnie Toskania może przyjąć jednorazowo ok. 550 000 turystów, tyloma łóżkami dysponują hotele, agroturystyki, kempingi itp. (dane IRPAT 2017 r.).
Wybrzeże Toskanii - z niewielkimi wyjątkami - zdominowane jest przez plaże piaszczyste. Nad samym morzem znajduje się kilkadziesiąt popularnych kurortów wakacyjnych. Wzdłuż wybrzeża włoskie władze wydzieliły trzy parki naturalne: Parco Naturale Migliarino San Rossore, Parco Costiero di Rimigliano i wybrzeże Maremma w okolicy Talamone. Na terenie parków plaże zachowały swój naturalny charakter. Obowiązuje tam zakaz budowy hoteli i apartamentowców.

## Prezydenci Toskanii
- 1970–1978: Lelio Lagorio (PSI)
- 1978–1983: Mario Leone (PSI)
- 1983–1990: Gianfranco Bartolini (PCI)
- 1990–1992: Marco Marcucci (PCI/PDS)
- 1992–2000: Vannino Chiti (PDS/DS)
- 2000–2010: Claudio Martini (DS/PD)
- 2010–2020: Enrico Rossi (PD)[7]
- od 2020: Eugenio Giani (PD)